# Pretendent
Pretendent (iz latinskog praetendere = polagati pravo na nešto) je naziv za osobu koja polaže pretendira na određen naslov ili polaže pravo na prijestolje monarhije, iako to prijestolje drži neka druga ličnost. Izraz se također koristi za ličnosti koje se smatraju legitimnim nasljednicima prijestolja država koje su prestale postojati ili u kojima je monarhija ukinuta i zaveden republički sustav upravljanja. Te osobe mogu, ali i ne moraju polagati pravo na ukinuto prijestolje.
U prošlosti se prilikom slučaja postajanja dvaju ili više predendenata na jedno prijestolje, jedan od njih smatrao uzurpatorom i u historiografiji bi se nazivao protukraljem. Osoba koja pretendira na papinski položaj ili uzurpira dužnosti rimskog pape naziva se protupapa.

## Povijest
Pojava osoba koje su pretendirale na određenu krunu i prijestolje stara je kao i sama ljudska povijest. Iz političkih i povijesnih razloga nije rijetkost da se istovremeno više osoba smatraju pretendentima na jedno te isto prijestolje. U prošlosti je upravo to bio jedan od glavnih izvora političke nestabilnosti i uzroka građanskih ratova. U 3. stoljeću u Rimskom Carstvu bilo je mnoštvo vojnih zapovjednika koji su pretendirali na položaj rimskog cara i borili se protiv suparnika. Poznat je u 15. stoljeću i Rat dviju ruža u Engleskoj za kojeg su se pretendenti iz dvaju moćnih plemenitaških obitelji (Lancaster i York) borili za englesku kraljevsku krunu, kao i sukobi između francuskih pretendenata za kraljevsku i carsku krunu u 19. stoljeću, gdje je glavni sukob izbio između orleanista, burbonaca i bonapartista.

## Suvremeneni pretendenti na prijestolje
U suvremenom svijetu većina monarhija je ukinuta i zamijenjena republičkim sustavom, no i dalje postoje pretendenti na prijestolja nekadašnjih monarhija. Postoji više bivših vladalačkih obitelji koje više-manje polažu pravo na prijestolja svojih nekadašnjih država.

### Europa
- Karl Habsburg-Lothringen (r. 1961.) - pretendent na austrijsko carsko te na mađarsko, češko i hrvatsko kraljevsko prijestolje
- princ Aleksandar Karađorđević (r. 1945.) - pretendent na jugoslavensko i srpsko kraljevsko prijestolje
- Nikola II. Petrović Njegoš (r. 1944.) - pretendent na crnogorsko kraljevsko prijestolje
- Simeon II. Sachsen-Coburg-Gotha (r. 1937.) - pretendent na bugarsko kraljevsko prijestolje
- Mihajlo Hohenzollern-Sigmaringen (r. 1921.) - pretendent na rumunjsko kraljevsko prijestolje
- Georg Friedrich Hohenzollern (r. 1994.) - pretendent na njemačko carsko prijestolje
- Amadeo Savojski (r. 1943.) - pretendent na talijansko kraljevsko prijestolje
- Viktor Emanuel IV. Savojski (r. 1937.) - pretendent na talijansko kraljevsko prijestolje
- Duarte Pio Braganza (r. 1945.) - pretendent na portugalsko kraljevsko prijestolje
- Leka Zoguid (r. 1982.) - pretendent na albansko kraljevsko prijestolje
- Konstantin II. Schleswig-Holstein-Sonderburg-Glücksburg (r. 1940.) - pretendent na grčko kraljevsko prijestolje
- Marija Vladimirovna Holstein-Gottorp-Romanov (r. 1953.) - pretendent na rusko carsko prijestolje
- Nikola Holstein-Gottorp-Romanov (r. 1922.) - pretendent na rusko carsko prijestolje

### Afrika
- Fuad II. (r. 1952.) - pretendent na egipatsko prijestolje
- Zera Yacob Amha Selassie (r. 1953.) - priznati pretendent na etiopsko carsko prijestolje
- Girma Yohannis Iyasu (r. 1961.) - suparnički pretendent na etiopsko carsko prijestolje
- Kigeli V. (r. 1936.) - pretendent na ruandsko kraljevsko prijestolje

### Azija
- Ahmad Shah Barakzai (r. 1934.) - pretendent na afganistansko kraljevsko prijestolje
- Reza Pahlavi (r. 1960.) - pretendent na iransko carsko prijestolje
- Jin Youzhi - pretendent na kinesko carsko prijestolje
- Soulivong Savang (r. 1963.) - pretendent na laoško kraljevsko prijestolje
- Bảo Thắng Nguyen (r. 1943.) - pretendent na vijetnamsko carsko prijestolje